# الهيئة العالمية للتعريف بالإسلام
الهيئة العالمية للتعريف بالإسلام هي إحدى هيئات رابطة العالم الإسلامي، وتتمتع بشخصية اعتبارية مستقلة، وتتمثل مهمتها في التعريف بالإسلام، ودعم مناشطه ماديًا ومعنويًا في المناطق المحتاجة من العالم، وإيضاح صورته النقية بمنهج واضح المعالم.

## مجلس الهيئة
يتكون مجلس إدارة الهيئة من 10 علماء، ويترأس المجلس أ.د.عبد الله بن عبد المحسن التركي (الأمين العام للرابطة – عضو هيئة كبار العلماء)، وأحد أعضاء المجلس الشيخ صالح بن عبد الرحمن الحصين (الرئيس العام لشؤون المسجد الحرام والمسجد النبوي – عضو هيئة كبار العلماء).

## شعار الهيئة
يتكون الشعار من ثلاثة عناصر رئيسة، تعبر عن مفهوم الشعار، وهي:
- الحمامة: عبارة عن تجريد لشكل حمامة؛ لارتباط الحمامة في أذهان الناس بالسلام، وفي الوقت نفسه تأكيد لسماحة الدين الإسلامي، وأنه دين سلام في جوهره ودعوته.
- الهلال محتضناً كلمة الإسلام: يرمز للإسلام؛ لبيان نشاط الهيئة الأساس وهو التعريف بالإسلام.
- الكرة الأرضية: تجريد لشكل الكرة الأرضية ليعطي الامتداد الجغرافي العالمي، وأن نشاط الهيئة ليس مقصوراً على منطقة معينة بل العالم بأكمله.

وترمز الأحرف wwaii في الشعار إلى اختصار اسم الهيئة باللغة الإنجليزية (World Wide Association for Introducing ISLAM) وكذلك إلى عنوان الهيئة الإلكتروني على شبكة الإنترنت.

## وصلات خارجية
- الهيئة العالمية للتعريف بالإسلام